# Fursy de Péronne
Pour les articles homonymes, voir Fursy et Péronne.
Fursy de Péronne ou saint Fursy est un saint catholique et orthodoxe, né vers 567 en Irlande sur l'île d'Inisquin, Lough Corrib, et mort dans le royaume mérovingien d'Austrasie, à Mézerolles, vers 649. Son nom, Fursey, Fursy, Furcy,  ou Fourcy  signifie « vertu ». Il est fêté le 16 janvier. Il est à noter que son lieu de naissance n'est mentionné dans aucun des textes contemporains et que son lieu de décès, Macerias, n'est pas identifié correctement.

## Biographie

### Origines familiales
Fursy était le fils de Fintan et Gelgès. Fintan, son père, était le fils du roi de Munster, sa mère, Gelgehes, était la fille d’un chef de clan irlandais. Ses frères Feuillen et Ultan furent également des saints missionnaires. Éduqué par des religieux, il devint expert dans la connaissance des saintes Écritures et se fit moine.

### Mission en Irlande et Angleterre
Fursy fonda en Irlande le monastère de Kilursa, près de Galway. Il en sortait souvent pour évangéliser les contrées voisines. Un jour qu'il allait en mission dans le royaume de son père, il tomba malade. Au cours de sa maladie, il eut des visions et des extases qui lui firent entrevoir les difficultés et les tribulations que lui réservait la vie. Rétabli, il décida de bâtir un nouveau monastère.
Il alla en Angleterre et, grâce au soutien du roi des Angles de l'Est Sigeberht, il fonda le monastère de Cnobheresburg, couramment situé à Burgh Castle dans le Norfolk. Quelques années plus tard, il abandonna la direction du monastère à son frère Foillan, et se retira au désert avec son autre frère Ultan pour s'adonner à la contemplation et à la pénitence. Penda, roi de Mercie, les sortit de leur retraite, ils passèrent alors en Gaule dans le possible dessein d'aller à Rome. Ils débarquèrent à Quentovic (Etaples) vers 639.

### Péronne et Lagny-sur-Marne
Arrivé dans le Nord de la Gaule, Fursy accomplit des miracles ce qui amena Erchinoald, maire du palais sous Clovis II à l'accueillir dans son château de Péronne et  à lui demander de baptiser son fils. Il lui demanda ensuite de fonder un monastère dans l'un de ses domaines. C'est ainsi que Fursy fonda le monastère Saint-Pierre de Lagny-sur-Marne, aux environs de Chelles, vers 644. Les dons d'Erchinoald, de Clovis II et de la reine Bathilde permirent à l'abbaye de Lagny de s'enrichir et de devenir un modèle pour les autres monastères. Fursy fonda également l'abbaye du Mont Saint-Quentin près de Péronne
Il décida de retourner en Angleterre pour visiter le monastère qu'il avait créé et revoir son frère. Arrivé à Mézerolles, village du Ponthieu, il tomba malade. Il expira un 16 janvier vers 649.

### Choix de la sépulture
Une querelle opposa Haynuon, gouverneur de la région et Erchinoald au sujet de la sépulture de l'abbé. Erchinoald décida de s'en remettre au jugement de Dieu. La dépouille fut déposée sur un chariot attelé de deux bœufs. On s'accorda sur le fait que la dépouille reposerait dans le domaine sur lequel le chariot s'arrêterait. Sur le parcours, il y eut de nombreux miracles de guérison : aveugles, paralytiques… Le chariot s'arrêta à Péronne. Le corps de Fursy fut déposé dans l'église Saint-Pierre, en construction, derrière le maître-autel.
Il y eut plusieurs translations de ses reliques : celle de 654 pour la reposition du corps dans l'église achevée ; celle du 17 septembre 1256, en présence de saint Louis ; celle du 13 septembre 1641, où un fragment du chef fut donné à l'abbaye bénédictine de Lagny. En 1793, des ossements échappèrent à la profanation, et l'on en fit une reconnaissance solennelle en 1853. Les reliques de Fursy déposées dans l'église Saint-Jean-Baptiste de Péronne disparurent pendant la Première Guerre mondiale.
Saint Fursy est le patron de Péronne, Lagny-sur-Marne et de sept paroisses dans le diocèse d'Amiens : Authuille,  Frohen-le-Grand, Gueschart, Lesbœufs, Le Meillard, Pys.

## Vision de l'au-delà

### Circonstances de l'écriture
La vision de Fursy est le témoignage littéraire de ce dernier de son expérience de l’au-delà chrétien. Cette œuvre, écrite en 651-652, est considérée comme étant la première narration complète d’une expérience de l’au-delà chrétien dans la littérature latine du Moyen-Âge. Elle introduit en Europe, par le biais de Bède le Vénérable qui la popularise,  des nouvelles idées eschatologiques basées sur le modèle du monachisme irlandais. Cette vision, divisée en plusieurs interventions divines, est particulièrement connue pour sa participation dans l’avènement précoce du concept du purgatoire.
La première mise à l’écrit de la vision de Fursy n’est pas la version la plus populaire de son aventure spirituelle. En effet, c’est plutôt le grand érudit médiéval Bède le Vénérable qui présente la version la plus connue de son expérience de l’au-delà dans son œuvre extensive la plus connue datée de l’an 731 intitulée Histoire ecclésiastique du peuple anglais. Dans le troisième des cinq livres qui la composent, il rapporte les détails de l’expérience de saint Fursy dans le chapitre 19 (ce livre en comprend 30) en mentionnant qu’il tient ses informations d’un ancien membre de son monastère qui, lui-même, répète l’histoire d’un homme « très sincère et religieux » qui aurait rencontré le protagoniste. Ce dernier lui aurait raconté son voyage spirituel. Il est aussi très probable que le fameux écrivain se base aussi sur le « petit livre de sa vie » (probablement Vita Prima Sancti Fursei dans Vitae Sanctorum Hiberniae) puisqu’il conseille le lecteur à plusieurs reprises dans ce dix-neuvième chapitre de le lire aussi.
Dans la version de Bède, il est intéressant de remarquer que sa ligne du temps perturbée et désorganisée amène le lecteur à assumer que la vision du protagoniste lui vient alors qu’il est en Angleterre tandis que le texte source affirme plutôt qu’elle eut lieu en Irlande. Certains ont affirmé que ce serait une tentative sournoise de la part de Bède qui avait pour but de donner à l’Histoire de son pays un croyant qui aurait été jugé assez pieux pour recevoir une vision divine, légitimant ainsi le culte chrétien en Angleterre. De plus, son omission du débat intégral entre l’ange et le démon, ainsi que la participation de Beoanus et Meldanus dans la vision semblent être un choix calculé. L’opinion de Bède rentre directement en conflit avec les idées eschatologiques et la description du purgatoire qu’apportent Fursy dans son témoignage.
Cependant, une multitude de versions de la vision de Fursy existe et se différencie par quelques nuances dans la description des détails. Selon John Lanigan, il existe tellement d’écrits sur saint Fursy que tout ce travail littéraire tend à la confusion plutôt qu’à la compréhension du personnage et de sa vision de l’au-delà. Bède, dans sa version, semble relater seulement les détails qui peuvent aider le lectorat puisqu’il introduit certaines parties en l’exprimant explicitement, mais décide de ne pas aborder la majorité de la vision.

### Résumé
Bède commence par nous présenter rapidement Fursy en mentionnant qu’il est un homme « reconnu pour ses paroles, ses actes et ses remarquables virtues ». Lors du règne du roi mérovingien Sigebert Ier, le religieux était en Angleterre afin de propager le culte chrétien à travers le territoire des Saxons de l’Est convertissant ainsi plusieurs « incroyants au Christ ».
Dans un deuxième temps,  l’écrivain nous décrit les détails de sa première expérience de l’au-delà. Son corps faiblit alors que Dieu l’avertit qu’il ignore complètement l’heure de sa mort même si celle-ci est une certitude. Fursy ne tarda pas à construire un monastère sur le territoire qui lui fut donné par le roi Sigebert Ier. Bède décrit ainsi la fondation du monastère de Cnobbetsburg près du fort de la côte maritime. Dans son nouveau sanctuaire, Fursy se remit à l’étude de l’Écriture sainte comme il le faisait depuis son enfance en respectant la discipline monastique.
Le corps de Fursy fut, pour la deuxième fois, pris par la maladie. Dans sa trance, il fut témoin du chœur des anges et relate, de ces paroles chantées, qu’il entendit que Dieu sera bientôt présent à Sion. Il retrouva ensuite son corps pour en être, une fois de plus, séparé trois jours plus tard. Bède décrit cette troisième vision comme celle d’un combat entre les démons qui désiraient l’accuser de plusieurs fautes afin d’entraver son voyage alors que les anges qui agissaient comme guide le défendaient à chaque reprise face à ces attaques. Il mentionne aussi que le protagoniste rencontre certains de ses frères morts sans décrire les dialogues qui s’ensuivent ni même les noms de ces derniers.
Bède se concentre ensuite sur un évènement qu’il juge important. À un certain moment, les anges ont demandé à leur protégé de diriger son regard vers la terre et ce dernier y vit un monde, complètement différent de celui qu’il venait de quitter, plongé dans une noirceur totale. Quatre feux se trouvaient en pleine lévitation, s’unissant en une énorme flamme et les anges l’informèrent qu’ils consumeront son monde le moment venu. Toujours selon la parole des anges, chaque feu représentait un mal présent dans le monde: le mensonge, la convoitise, l’iniquité et la discorde. Lorsque cette flamme s’approcha du visiteur apeuré, un de ses guides lui assura que « ce que tu n’as pas attisé ne va pas te brûler. »
Ensuite, un de ces trois anges guides trace un passage à travers cette flamme alors que les deux autres se postent à ses côtés afin d’en protéger Fursy. C’est à cet instant que les démons lancent en sa direction un homme brûlant pour ses péchés. Ce dernier toucha l’épaule et la joue de Fursy qui brulèrent à son contact. Il connaissait cet homme puisqu’il avait reçu un vêtement de lui et les démons jugèrent, par ce fait, qu’il devrait partager son châtiment. Un ange intervient en éloignant l’homme et en rétorquant aux démons qu’il avait reçu le vêtement non par cupidité, mais pour sauver son âme.
De retour à son enveloppe corporelle, Fursy continuera de porter cette marque de l’homme qu’il n’a pu sauver. Il utilisera son propre exemple pour propager son message aidé par la marque corporelle qui témoigne de son expérience. Bède nous informe finalement qu’après plusieurs années, il décida d’abandonner la vie monastique et il mènera une vie isolée de ses frères jusqu’à sa mort.

### Analyses et explications contemporaines
La vision de Fursy est particulièrement importante dans le développement de la conception du purgatoire au Haut Moyen-Âge. D’après Peter Brown, le développement de cette idée, encore inexistant à l’époque, provient de la rencontre de deux concepts importants de l’imaginaire chrétien : la purgation et la miséricorde de Dieu. Ce premier concept tire son origine dans les traditions théologiques de Grégoire le Grand et Augustin d’Hippone qui affirmaient que l’épanouissement de l’âme se fait à travers un processus continu de la purgation de ses péchés.  En Europe, cette pensée entretenait un lien très étroit avec les structures du monachisme chrétien qui prônait la totale honnêteté et transparence quant aux actes et aux pensées des membres. Ce lent processus de purgation s’opère individuellement afin d’acquérir la miséricorde divine, et ainsi, pouvoir être en présence de Dieu.
Ce pouvoir que représente le pardon ultime était partagé par deux détenteurs de formes différentes de coercition : le souverain et Dieu. Le premier, dans sa portée mortelle et terrestre, possédait la capacité du pardon d’une manière similaire au deuxième face aux fautes de ses sujets. La présence d’un pouvoir centralisé et d’une figure d’autorité suprême pouvaient donc faire subsister une pensée théologique axée sur  l’exercice de la clémence.
Pourtant, cette situation politique, propre à une suprématie impériale, ne décrit pas l’Irlande dans laquelle vit Fursy à l’époque. Le pouvoir royal des souverains irlandais, bien qu’ils détiennent la capacité d’exercer une violence et une cruauté considérables, se dissimulait derrière une image réductrice de sa propre puissance que ceux-ci entretenaient. Le contrôle était donc exercé d’une façon bien différente, ne laissant aucune place pour la clémence et le pardon de l’autorité suprême. Il y avait donc une obligation de régler ses comptes constamment, une structure se rapprochant plutôt au purgatoire. Ainsi, dans l’imaginaire d’un religieux comme Fursy, la purgation prédomine sur la miséricorde divine.
Selon Brown, plusieurs éléments confirment ce qu’il avance : « Le Trône de Dieu ne se laisse voir nulle part. Les anges qui accompagnent l’âme de Fursy et les démons qui attaquent agissent comme eux-mêmes dans un espace séparé. [...]Ils sont pourtant confiants dans leurs droits, selon les codes d’honneur exigeants où chaque offense doit être effacée par une compensation. »
Pour ce qui est de l’héritage culturel, Marilyn Dunn, auteure du livre The Vision of St. Fursey and the Development of Purgatory, affirme que la vision de Fursy introduit un concept nouveau dans les expériences de l’au-delà, un système irlandais dérivé de la mythologie celte de pénitence adaptée au péché. Elle réfère aux marques affligées au protagoniste lors de son tribunal considérées ici comme une pénitence post-mortem. Cet élément, additionné au concept de purgation après la mort introduit par Augustin, sous-entend une place, dans l’imaginaire chrétien, pour l’absolution des fautes par un processus qui se déroule dans un temps intermédiaire puisque la mort ne limite plus la capacité de l’individu à s’expier. Il faut mentionner que la part à jouer d’anciennes traditions celtiques est très discuté puisque celles-ci sont des réalités régionales qui varient beaucoup selon l’endroit.
L’idée de la pénitence possible après la mort est entièrement introduite par le récit de Fursy. Elle contredit complètement les préceptes théologiques de l'époque. Par exemple, Éloi de Noyon affirmait que si la pénitence était un élément présent en enfer, elle serait complètement infructueuse. Erchinoald, souverain de Neustrie mentionné dans la vision de Fursy, se positionnait à l'opposé de la faction d'Éloi de Noyon. On peut donc possiblement voir, dans le récit du religieux écrit à Péronne, l'influence de la localisation de l'écriture.
L'épisode du pécheur et de son contact avec Fursy peut être interprété comme un avertissement contre une relation d'obligation entre un prêtre, guide spirituel, et les fautifs. Selon cette idée, par la réception du vêtement, Fursy aurait accepté un marché dans lequel il concède l'inhumation chrétienne au fautif même si ce dernier n'a pas complété sa pénitence. Dans la version complète de la Vision, le don du pénitent ne devrait pas être accepté par le prêtre, mais plutôt redonné aux plus démunis. La faute de Fursy se trouve donc dans sa méthode plutôt que dans son intention première. C’est en exposant cette intention pure que l’ange tente de le défendre. Son contact avec le pénitent symbolise donc cette relation d'obligation dans laquelle il trahit les règles de conduite de l'Église.

### Liens
- Notices dans des dictionnaires ou encyclopédies généralistes :   - Britannica
  - Oxford Dictionary of National Biography
- Notices d'autorité :   - VIAF
  - LCCN
  - GND
  - PASE
  - WorldCat